# 鹿央バスストップ
鹿央バスストップ（かおうバスストップ）とは、熊本県山鹿市鹿央町合里の九州自動車道上にある高速バス専用のバス停留所。
熊本市内と福岡方面を結ぶ高速バスが停車する。

## 利用可能なバス路線
| 路線愛称           | 運行会社                | 下り線（鹿児島）側方面 | 上り線（門司）側方面                         |
| ------------------ | ----------------------- | ---------------------- | -------------------------------------------- |
| ひのくに号（各停） | 九州産交バス 西日本鉄道 | 植木IC・西合志・桜町BT | 菊水IC・高速基山・福岡空港（国内線・国際線） |

## 周辺
- 最寄りバス停は九州産交バス北谷バス停（桜町BT・山鹿温泉・玉名駅・南関上町方面）。約1km離れている。
- 鹿央ゴルフ倶楽部
- 幡豆工業工場

## 隣のバス停
E3 九州自動車道
菊水IC/BS - 鹿央BS - 植木IC/BS